# Clastobryum conspicuum
Clastobryum conspicuum là một loài Rêu trong họ Sematophyllaceae. Loài này được M. Fleisch. mô tả khoa học đầu tiên năm 1923.